# مقولب (أداة)

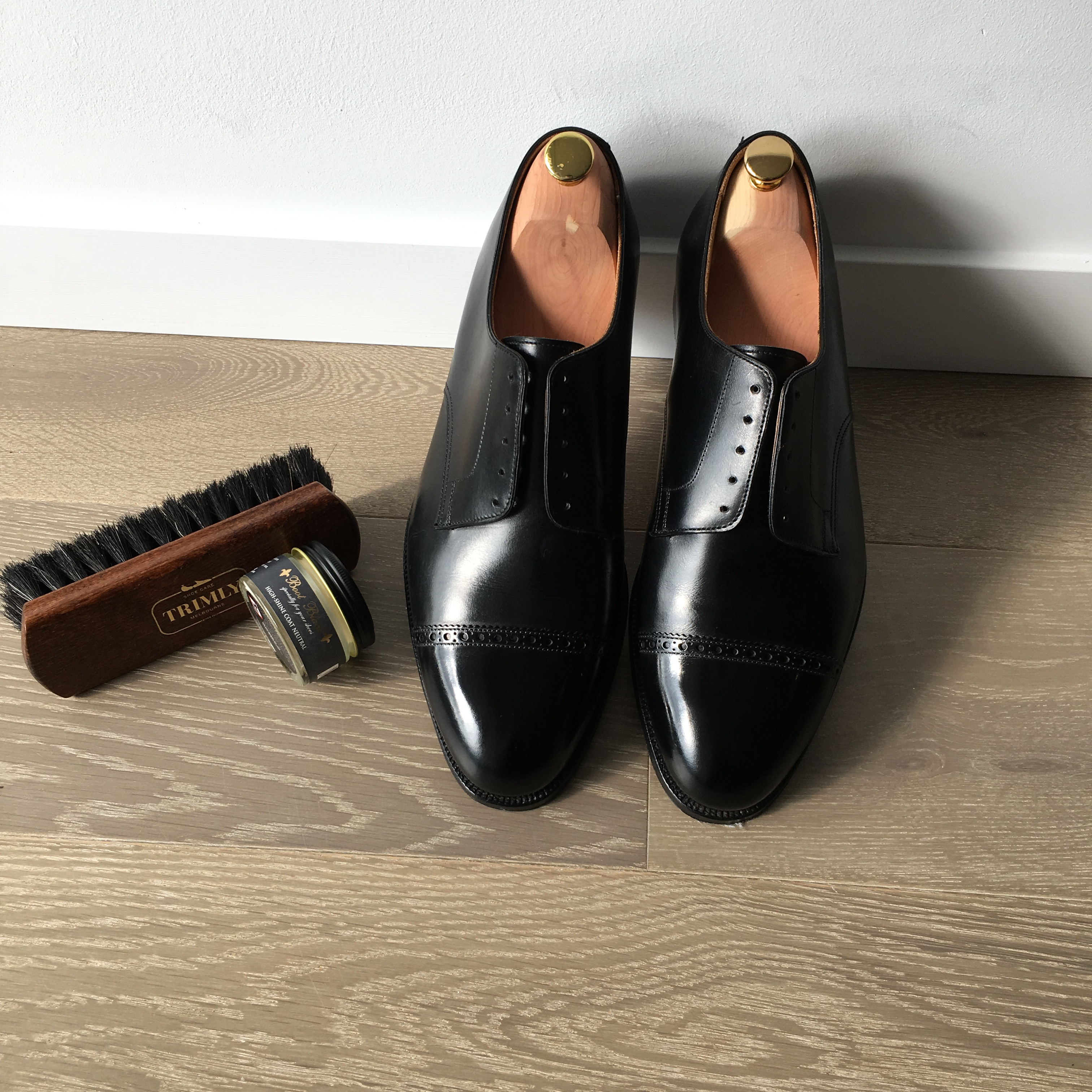
مقولب موضوعٌ في حذاء

قالب الأحذية أو المُقَولِب هو أداة لها شكل القدم تُوضَع داخل الحذاء للحفاظ على شكله، ومنع ظهور التجاعيد لإطالة عمره.
قد يكون دورها في التخلص من الرطوبة التي يسببها العرق أكثر أهمية من الحفاظ على الشكل، فالعرقُ سببٌ رئيسي لتعفن البطانة وتدهور الجلد، خاصة عند ارتدائها بلا جوارب.
يُصنع المُقَولِب عالي الجودة من الخشب اللين، مثل خشب الأرز، فهي تساعد على إزالة الرائحة وامتصاص الرطوبة.

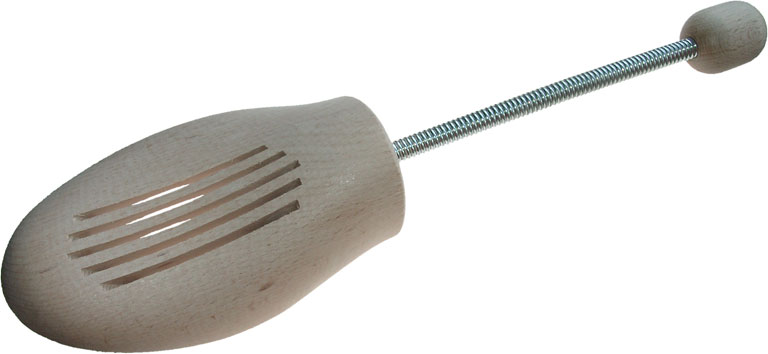
مُقولِب الربيع

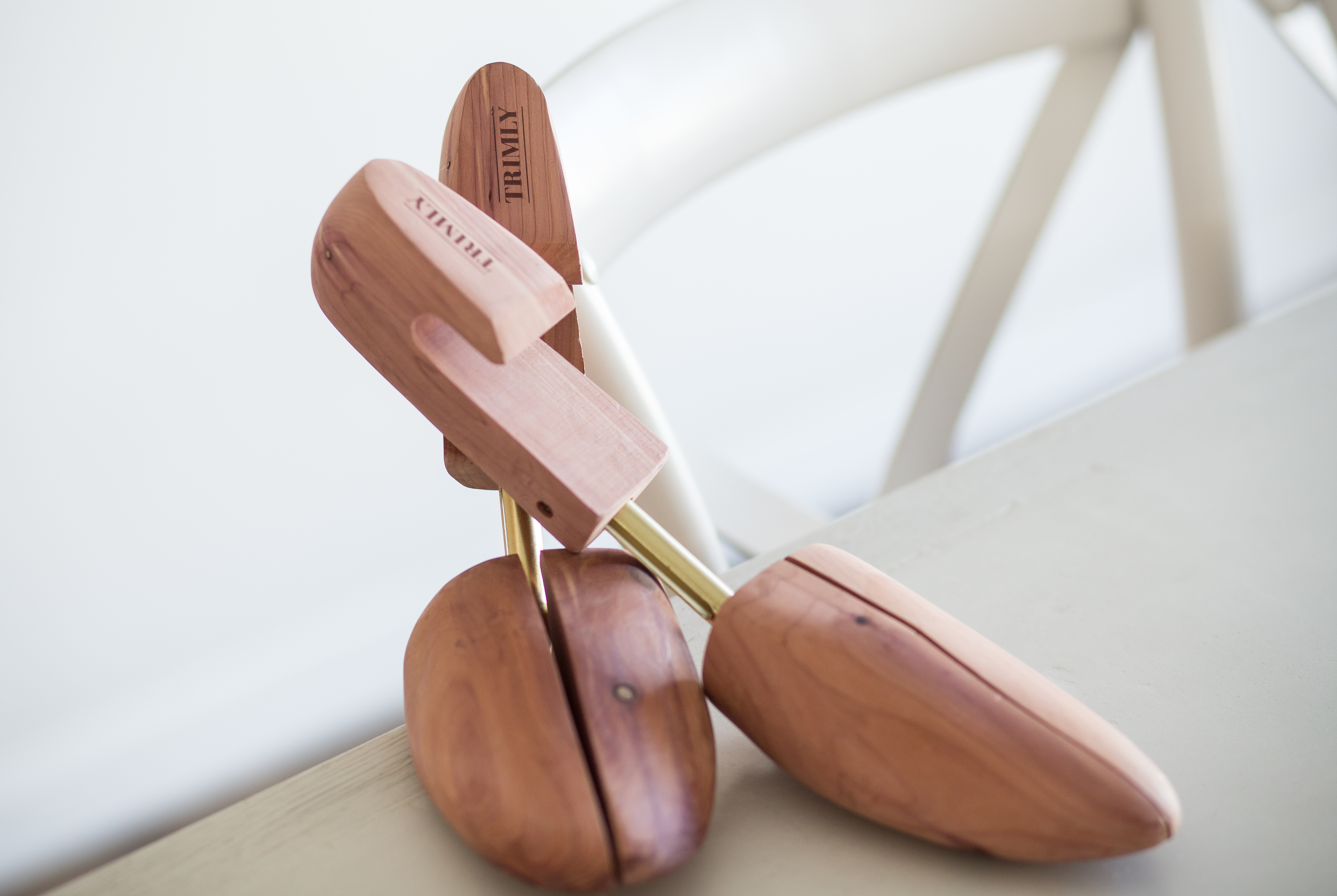
هذا المُقَولِبُ منتشر في الولايات المتحدة

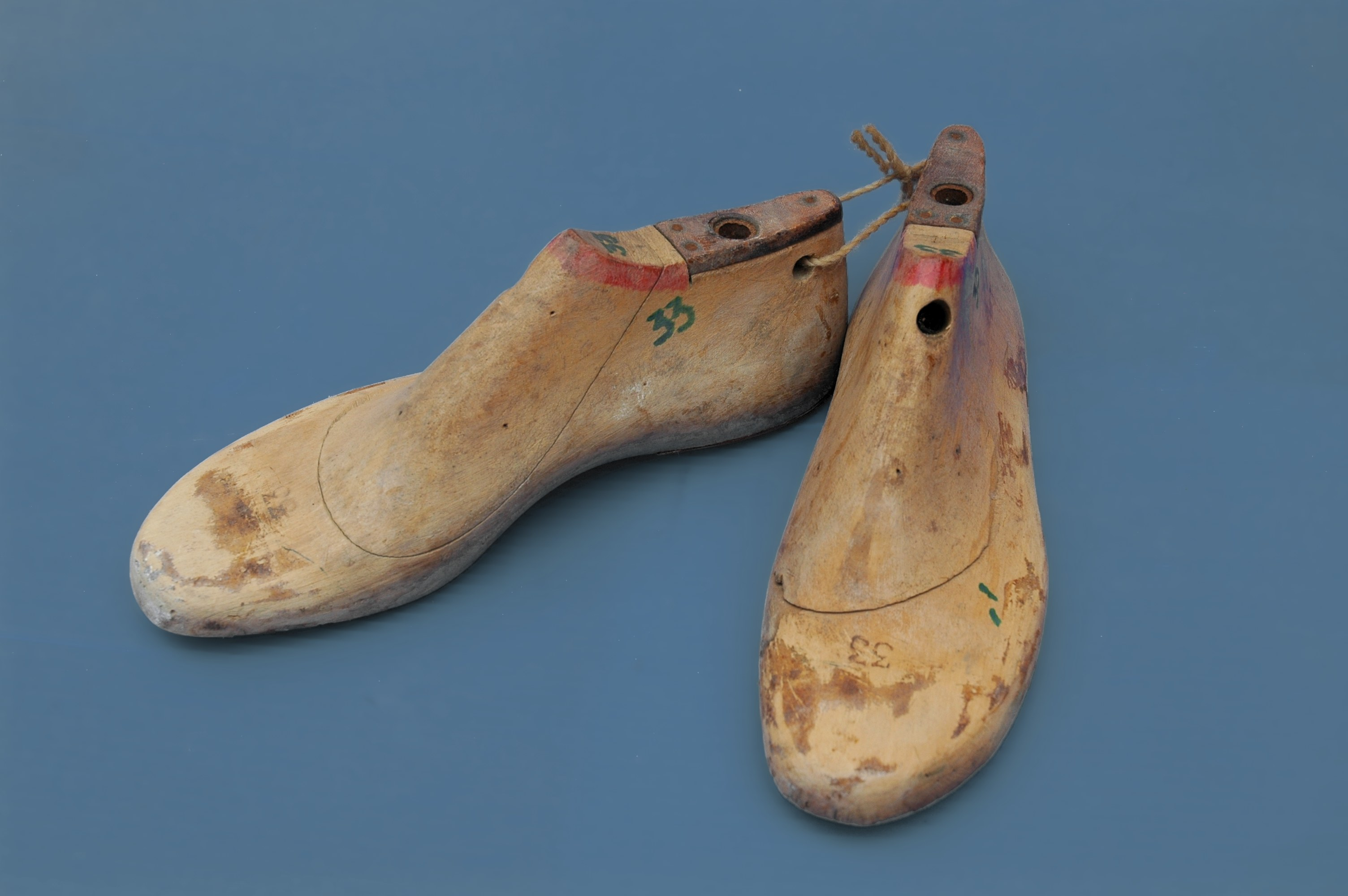
مقولب ذو عمر طويل